# Stade En Camée
Stade En Camée, är en multifunktionsarena belägen i den södra staden Rivière-Pilote på Martinique. Arenan invigdes  15 december 1991 och har en kapacitet för 3 000 åskådare.
Arenan har bland annat varit värd för Karibiska mästerskapet 2010.